# Zlín (região)
Zlín (tcheco: Zlínský kraj) é uma região da República Tcheca. Sua capital é a cidade de Zlín. Tornou-se um dos mais importantes pólos industriais do início do século XX, graças à então revolucionária fábrica de calçados Bat'a ou Bata, fundada por Tomas Bat'a e seu irmão Antonin. Tomas morreu quando decolava em seu avião particular em 1932 e Antonin assumiu o controle da empresa. Mas, em 1939, fugiu dos nazistas para o Estados Unidos. 
A cidade de Zlín foi basicamente criada em torno da fábrica de Bata, que domina até hoje a economia da cidade. Nos anos 30, empregava quase 10 mil trabalhadores, produzindo 90 mil pares de sapatos por dia. Tinha 60 lojas vendendo seus produtos em 22 países. Foi também Bata quem inventou o truque psicológico de marcar preços com 9 no final - 999 em vez de 1000, 19 em vez de 20, 49 em vez de 50 etc. A tática foi imitada mundo afora e é amplamente usada até hoje.
Bata não era apenas uma indústria de sapatos, mas também um novo conceito em administração, onde trabalhadores recebiam parte dos lucros, viviam em uma cidade artificial construída em volta do trabalho, recebiam educação superior. Um modelo inovador de administração foi criado nos anos 20, onde cada célula da fábrica (cada parte do sapato era produzido por um grupo) comprava os sapatos produzidos pela célula anterior. Assim, se uma célula comprasse 100 sapatos, mas não danificasse ou não produzisse rapidamente o suficiente, tinha que vender um número menor de sapatos para a próxima célula do processo de produção do calçado, assim efetivamente perdendo dinheiro. O dinheiro vinha do orçamento que pagava salários, fazendo assim com que os ganhos dos trabalhadores flutuassem de acordo com sua produtividade.
Zlín tinha o prédio mais alto da Europa em 1938, o centro administrativo da fábrica Bata. Para poder filmar pioneiros anúncios comerciais para o cinema, Bata construiu os estúdios de cinema Kudlov, até hoje em uso.
Quando Antonin Bata fugiu dos nazistas, seu sobrinho Tomas Bata Jr. herdou as lojas espalhadas pelo mundo e passou a produzir calçados com a marca, produzidos em várias partes do mundo, com central no Canadá.
Antonin teve que deixar os Estados Unidos, condenado indevidamente (e inocentado em revisão de 2007) por colaboração com os nazistas. Mudou-se com a mulher e os filhos para o Brasil e recomeçou sua fábrica. Fundou, inclusive, duas cidades no Brasil que utilizavam a mesma arquitetura funcionalista e janelas características de Zlín, Bataguassu e Bataiporã. Foi indicado para o prêmio Nobel da Economia, mas morreu no Brasil em 1965. 
Zlín é anualmente palco de um conceituado festival de cinema de animação e infantil. A Universidade Bata tem um dos melhores cursos de animação da Europa.

## Distritos
- Kroměříž
- Uherské Hradiště
- Vsetín
- Zlín